# Yoshitaka Nene
Yoshitaka Nene (吉高 寧々 (Cát-Cao Ninh-Ninh) 1 tháng 12 năm 1995 –) là một nữ diễn viên khiêu dâm và thần tượng áo tắm người Nhật Bản. Cô thuộc về một chi nhánh của công ti đào tạo người mẫu Eightman.

## Sự nghiệp
Tháng 4/2017, cô ra mắt ngành giải trí với đĩa DVD hình ảnh "Lần đầu..." (Aircontrol). Cô đã gây nên sự chú ý với hình ảnh một cô gái thần tượng áo tắm thân hình mảnh mai.
Cùng năm, ảnh áo tắm của cô được đăng trên tạp chí Young King của Shōnen Gahōsha vào ngày 5/8, và trên tạp chí Digital Photo Technique của Genkōsha vào ngày 20/5. Ngày 22/5, hình ảnh của cô cũng được đăng bìa tạp chí "Đăng nhiều hàng tuần" (Shūkan Taishū) của Futabasha. Ngoài ra, ảnh áo tắm của cô còn được đăng trên tạp chí Shukan Jitsuwa của Nihon Journal Publishing vào số ngày 15 và 22/6. Vào ngày 20/12, sách ảnh đầu tiên của cô với tên "Này." (ねぇねぇ。) của nhà xuất bản GOT bắt đầu được mở bán.
Sau khi nhận được lời mời của người quản lí để xuất hiện trong một video khiêu dâm, cô đã quyết định rằng cô "đã chuẩn bị đủ để bắt đầu làm nữ diễn viên khiêu dâm". Vào 1/9/2017, cô ra mắt ngành phim khiêu dâm với tư cách là nữ diễn viên độc quyền của S1 với phim "Bỏ lệnh cấm phim khiêu dâm cho tân binh NO.1STYLE thần tượng áo tắm Yoshitaka Nene" (新人NO.1STYLEグラビアアイドル吉高寧々AV解禁). Buổi phỏng vấn cùng Takahashi Shōko ở AV OPEN 2016 đã được trích dẫn vào đó cũng là nguyên nhân thúc đẩy cô vào ngành.
Cùng năm, cô đã nhận ba giải trong "Hạng mục toàn diện (Grand Prix toàn diện)", "Hạng mục nữ diễn viên" và "Giải thưởng phim theo thể loại do người hâm mộ bình chọn" ở AV OPEN2017.
1/3/2019, cô được đề cử với hạng mục Nữ diễn viên xuất sắc nhất tại Giải thưởng phim người lớn FANZA. Cô đã nhận giải Playboy hàng tuần vào ngày 12/5.
10/11/2019, cô thông báo hợp đồng độc quyền với S1 sẽ kết thúc với những phim cuối cùng được phát hành vào tháng 1/2020.
Từ ngày 21/2/2020, cô trở thành diễn viên độc quyền của FALENO.
Tháng 12/2020, cô xếp thứ 13 trong bảng "FLASH 2020 BEST100 diễn viên đang hoạt động gợi cảm nhất" được bầu chọn bởi độc giả.
Tháng 8/2021, cô xếp thứ 54 trong "Bảng xếp hạng FLASH 2021 diễn viên nữ gợi cảm chọn bởi 300 độc giả".

## Đời tư
Cô ban đầu đến từ thành phố Kobe, Hyōgo, sau đó đã chuyển nhà lên núi nơi có gấu, và cô nói rằng bản thân lớn lên ở nông thôn. Có cánh đồng lúa xung quanh nhà bố mẹ cô và một con sông đằng sau. Cô nói rằng khu vực này quá hoang vu nên tàu khi đi qua phải dừng lại vì có huơu chạy qua đường.
Cô đã từng gặp một kẻ theo dõi khi còn nhỏ và nói "Tôi ước gì tôi có thể biên thái hơn thằng biến thái!" và bắt đầu có những biểu hiện cảm xúc lạ thường khi học tiểu học.
Được tìm ra khi đang làm việc ở một quán cà phê, cô chọn trở thành thần tượng áo tắm để thay đổi những ngày tầm thường của bản thân.
Tên diễn của cô được đặt bởi người quản lí vì nó giống tên của Yoshitaka Yuriko và Ōtsuka Nene.
Bộ phim yêu thích của cô là Yêu nữ thích hàng hiệu. Bài hát cô thích nhất là FACE của globe, cô thường nghe nó để truyền cảm hứng cho bản thân.
Các nữ diễn viên cô muốn noi theo là Hashimoto Manami và Sugihara Anri.
Đối với quan hệ tình dục, cô thích các hành động kiểu chạy nước rút và lặp đi lặp lại các tư thế nhanh trong thời gian ngắn.